# أليروكوماب
أليروكوماب هو جسم مضاد وحيد النسيلة يستخدم لعلاج حالات ارتفاع الكوليسترول.
هذا الدواء طورته شركة ريجينيرون للأدوية وتسوّقه سانوفي، وقد أقرت إدارة الغذاء والدواء استخدامه في يوليو 2015.